# Строволос
Строволос (грч. Στρόβολος) је велико насеље на Кипру. Званично Строволос припада округу Никозија.
Строволос је велико предграђе главног града Никозије и незванично „највеће предграђе“ на Кипру.

## Природни услови
Насеље Строволос налази на западним границама Никозије. Строволос је смештен у равничарском подручју Месаорије, на приближно 180 метара надморске висине.